# Магнолия длиннозаострённая
Магнолия длиннозаострённая (лат. Magnolia acuminata) — вид цветковых растений, входящий в род Магнолия (Magnolia) семейства Магнолиевые (Magnoliaceae). Происходит из Северной Америки. В английском языке для этого вида нередко употребляется название магнолия огуречная, связанное со внешней схожестью незрелых зелёных плодов этой магнолии с маленькими огурцами.
Данный вид магнолии считается одним из самых морозостойких. В отличие от большинства других видов, эта магнолия обладает довольно неприметными цветками.

## Распространение и экология
В природе ареал вида охватывает Северную Америку — от берегов озера Эри на юг до Алабамы, Миссисипи и на запад до Арканзаса.
Обычно приурочена к горным районам, где растёт у подножия гор, по склонам, вдоль скалистых берегов горных рек совместно с лириодендроном тюльпановым (Liriodendron tulipifera), берёзой вишнёвой (Betula lenta), дубом белым (Quercus alba), ясенем американским (Fraxinus americana), клёном серебристым (Acer saccharinum) и другими породами.
Наилучшего развития достигает у подножия гор в штатах Теннесси и Южная Каролина.

## Ботаническое описание

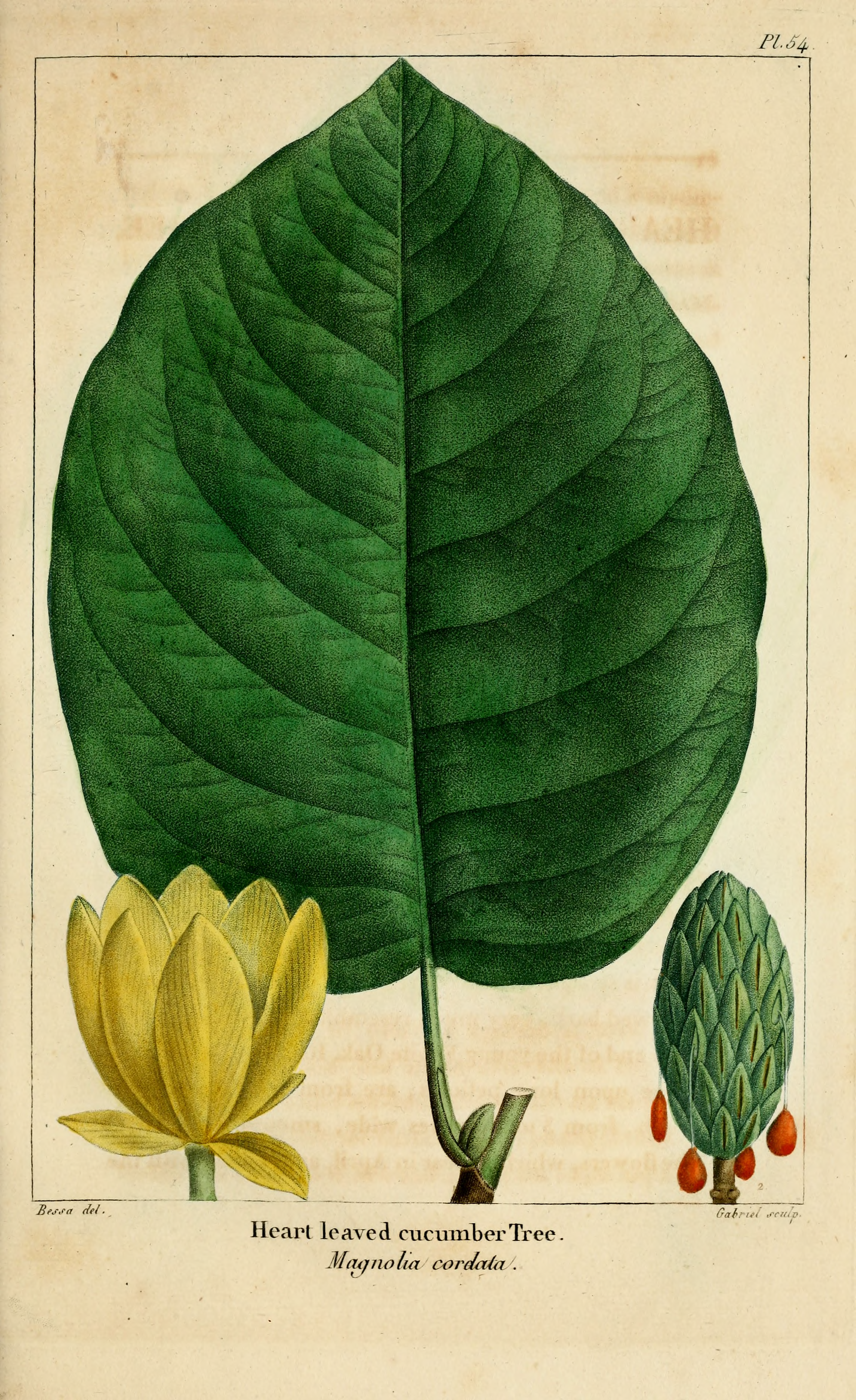
Полусердцевидная вариация магнолии длиннозаострённой (Magnolia acuminata var. subcordata). Ботаническая иллюстрация из книги Франсуа Мишо The North American sylva, 1819

Листопадное дерево высотой 15—25 м (рекорд: 32,6 м), с пирамидальной кроной и стволом диаметром обычно до 120 см (рекорд: 220 см). Продолжительность жизни может составлять 200—250 лет и более, хотя в среднем она существенно меньше.
Побеги сперва опушённые, затем голые, оливково-зелёные с буроватым оттенком; двухгодичные ветви красновато-коричневые в дальнейшем пепельно-серые. Кора на стволе глубокобороздчатая, тёмно-коричневая.
Почки длиной около 2—3 см, диаметром 0,8—1.2 см, коротко прижато опушённые. Листья эллиптические или продолговато-обратнояйцевидные, длиной 15—30 см, шириной 10—15 см, на вершине коротко заострённые, с закруглённым или клиновидным основанием (у вариации subcordata у основания выемка), сначала с обеих сторон длинно шелковисто опушённые, затем сверху голые, светло-зелёные, снизу коротко опушённые, с выступающими жилками. Черешки тонкие, длиной 2,5—3,5 см.
Цветки острые, длиной около 2,5—3,5 см, шириной 1 см, отгибающиеся книзу, внутренние — обратнояйцевидные, выпуклые, длиной около 6—7,5 см, шириной 2,5 см; раскрываются вскоре после появления листьев. В процессе распускания цветки имеют выраженную сине-зелёную окраску. После распускания цветки приобретают неприметную желтовато-зелёную окраску и в целом невыразительный внешний вид. Цветки сортовых растений могут иметь более яркую жёлтую окраску. Аромат цветков приятный, но слабый. Цветение в зависимости от климатических условий происходит в апреле — июне. Продолжается недолго, в течение примерно недели.
Плод — сборная, малиново-красная, удлиненная или яйцевидная листовка длиной около 5—7,5 см и диаметром до 2,5 см. Плодоношение происходит в сентябре — октябре.

## Значение и применение
Магнолия длиннозаострённая декоративна в первую очередь крупными листьями, правильной формой кроны, сине-зелёными цветками в стадии распускания, жёлтовато-зелёными цветками в распустившемся состоянии (жёлтыми в случае сортовых растений) и причудливыми красными плодами. Также этот вид представляет ценность для скрещивания с другими, менее холодостойкими видами магнолий, обладающими более декоративными цветками.
Магнолия длиннозаострённая считается одним из самых морозостойких видов магнолий. В природе она встречается как минимум до USDA-зоны 5 включительно (примерно до -30 °C), если сравнить её ареал с картой зон морозостойкости. Однако в большинстве источников указывается, что она может выращиваться также в USDA-зоне 4 или даже 3 (примерно до -35 °C и до -40 °C соответственно).
В культуру введена виргинским ботаником Джоном Клейтоном в 1736 году. Культивируется на Черноморском побережье Кавказа. В южных районах Украины (Одесса, Львов, Черновцы) всюду цветёт и плодоносит. В ГБС РАН в Москве растёт деревом с пирамидальной формой кроны, почти не обмерзает (зимостойкость) II), цветёт, плоды не вызревают (по данным до 2005 г.). В Санкт-Петербурге и в Эстонии (Тарту) значительно страдает от мороза и требует в молодом состоянии укрытия на зиму, цветёт, но не плодоносит.
Древесина магнолии длиннозаострённой по механическим свойствам схожа с древесиной липы. Средняя плотность высушенной древесины около 500 кг/м³. Заболонь значительно больше ядра. Цвет заболони от кремово-белого до сероватого, цвет ядра коричневый или тёмно-коричневый. Устойчивость к гниению низкая. Идёт на шпон, фанеру, используется для внутренней отделки, для изготовления каркасов мягкой мебели и в качестве древесины общего назначения. В США древесину этой магнолии нередко продают вместе с древесиной лириодендрона тюльпанового, смешивая их друг с другом, поскольку древесина этих видов растений имеет схожие характеристики, внешне почти неразличима и имеет близкую невысокую стоимость.

## Классификация

### Таксономия
Вид Магнолия длиннозаострённая входит в род Магнолия (Magnolia) подсемейства Магнолиевые (Magnolioideae) семейства Магнолиевые (Magnoliaceae) порядка Магнолиецветные (Magnoliales).
|  |                                      |  |                                                             |                                                             |                       |  | ещё 5 семейств (согласно Системе APG II) | ещё 5 семейств (согласно Системе APG II)               |                                                        |  |  |  | род Манглиетия | род Манглиетия                 |  |  |
|  |                                      |  |                                                             |                                                             |                       |  | ещё 5 семейств (согласно Системе APG II) | ещё 5 семейств (согласно Системе APG II)               |                                                        |  |  |  | род Манглиетия | род Манглиетия                 |  |  |
|  |                                      |  |                                                             | порядок Магнолиецветные                                     |                       |  |                                          |                                                        | подсемейство Магнолиевые                               |  |  |  |                | вид Магнолия длиннозаострённая |  |  |
|  |                                      |  |                                                             | порядок Магнолиецветные                                     |                       |  |                                          |                                                        | подсемейство Магнолиевые                               |  |  |  |                | вид Магнолия длиннозаострённая |  |  |
|  | отдел Цветковые, или Покрытосеменные |  |                                                             |                                                             | семейство Магнолиевые |  |                                          |                                                        | род Магнолия                                           |  |  |  |                |                                |  |  |
|  | отдел Цветковые, или Покрытосеменные |  |                                                             |                                                             |                       |  |                                          |                                                        |                                                        |  |  |  |                |                                |  |  |
|  |                                      |  | ещё 44 порядка цветковых растений (согласно Системе APG II) | ещё 44 порядка цветковых растений (согласно Системе APG II) |                       |  |                                          | подсемейство Liriodendroidae (согласно Системе APG II) | подсемейство Liriodendroidae (согласно Системе APG II) |  |  |  | ещё 239 видов  |                                |  |  |
|  |                                      |  |                                                             | ещё 44 порядка цветковых растений (согласно Системе APG II) |                       |  |                                          |                                                        | подсемейство Liriodendroidae (согласно Системе APG II) |  |  |  |                |                                |  |  |

### Представители
В рамках вида выделяют ряд разновидностей:
- Magnolia acuminata var. acuminata
- Magnolia acuminata var. subcordata (Spach) Dandy

- [syn.  Magnolia cordata Michx.]

## Изображения
| |  |  |  |  |  |
| Слева направо: ствол, листья, распускающийся цветок, распустившийся цветок, созревающий плод, созревший плод |  |  |  |  |  |